# Harry Melling
Harry Edward Melling, född 17 mars 1989 i London, är en brittisk skådespelare. Han debuterade i den första Harry Potter-filmen, Harry Potter och de vises sten, där han spelar Harrys kusin Dudley Dursley. Han har varit med i fem av Harry Potter-filmerna. Melling spelade även rollen som Harry Beltik i The Queen's Gambit.

## Filmografi

### Film
| År   | Titel                                   | Roll               |
| ---- | --------------------------------------- | ------------------ |
| 2001 | Harry Potter och de vises sten          | Dudley Dursley     |
| 2002 | Harry Potter och Hemligheternas kammare | Dudley Dursley     |
| 2004 | Harry Potter och fången från Azkaban    | Dudley Dursley     |
| 2007 | Harry Potter och Fenixorden             | Dudley Dursley     |
| 2010 | Harry Potter och dödsrelikerna – Del 1  | Dudley Dursley     |
| 2016 | The Lost City of Z                      | William Barclay    |
| 2017 | The Current War                         | Benjamin Vale      |
| 2018 | The Ballad of Buster Scruggs            | Harrison           |
| 2018 | The Keeper                              | Sergeant Smythe    |
| 2019 | Waiting for the Barbarians              | Garrison Soldier 4 |
| 2020 | The Old Guard                           | Steven Merrick     |
| 2020 | Say Your Prayers                        | Tim                |
| 2020 | The Devil All the Time                  | Roy Laferty        |
| 2021 | The Tragedy of Macbeth                  | Malcolm            |
| 2022 | Please Baby Please                      | Arthur             |
| 2022 | The Pale Blue Eye                       | Edgar Allan Poe    |

### TV
| Year | Title                  | Role           | Noteringar                      |
| ---- | ---------------------- | -------------- | ------------------------------- |
| 2005 | Friends and Crocodiles | Young Oliver   | TV-film                         |
| 2010 | Merlin                 | Gilli          | Avsnitt "The Sorcerer's Shadow" |
| 2010 | Just William           | Robert Brown   | 4 avsnitt                       |
| 2011 | Garrow's Law           | George Pinnock | 3 avsnitt                       |
| 2016 | The Musketeers         | Bastien        | Avsnitt "Fool's Gold"           |
| 2019 | The War of the Worlds  | Artilleryman   | 2 avsnitt                       |
| 2019 | His Dark Materials     | Sysselman      | Avsnitt "Armour"                |
| 2020 | The Queen's Gambit     | Harry Beltik   | 4 avsnitt                       |